# Lixus (підрід)
Líxus — підрід жуків роду Lixus родини Довгоносики (Curculionidae).

## Зовнішній вигляд
Єдиний палеарктичний вид цього підроду — Lixus paraplecticus — має довжину тіла 13-24 мм. Основні ознаки підроду:
- тіло дуже вузьке, видовжене;
- очі майже круглі, по боках сильно виступають з-за контурів голови;
- вершини надкрил, кожна окремо, сильно видовжені і загострені у вигляді шипів і далеко виступають за вершину черевця;
- ноги дуже тонкі, довгі, лапки довгі та вузькі, кігтевий членик такої самої довжини, як решта лапки, кігтики при основі зрослися.

## Спосіб життя
Типовий для роду Lixus. Життєвий цикл пов'язаний із рослинами з родин Селерові навколо прісних водойм. Імаго живляться зеленими частинами рослин, яйця відкладають у стебла. Їжа личинок — тканини серцевини, заляльковування відбувається у камері з тонкими стінками, зимівля — поза кормовою рослиною.

## Географічне поширення
Вказаний вид поширений майже по всій Європі, в тому числі й в Україні, Західному та Східному Сибіру, Далекому Сході, Ірані, Сирії, Туреччині, Алжирі. Включений до Червоної книги Фінляндії та узятий під охорону у деяких інших країнах Європи.

## Класифікація
У Палеарктиці мешкає один вид цього підроду — Lixus paraplecticus Linnaeus, 1758.